# Ermida e Figueiredo
Ermida e Figueiredo (oficialmente: União das Freguesias de Ermida e Figueiredo) é uma freguesia portuguesa do município da Sertã, com 42,74 km² de área e 338 habitantes (censo de 2021). A sua densidade populacional é 7,9 hab./km².

## Localidades
- Castanheira Fundeira
- Castanheira Cimeira
- Ermida
- Eira do Casal
- Figueiredo
- Montinho
- Ribeiro
- Santinha
- Sorvel Fundeiro
- Sorvel Cimeiro
- Vale da Velha

## História
Foi criada aquando da reorganização administrativa de 2012/2013, resultando da agregação das antigas freguesias de Ermida e Figueiredo.

## Demografia
A população registada nos censos foi:
| Distribuição da População por Grupos Etários | Distribuição da População por Grupos Etários | Distribuição da População por Grupos Etários | Distribuição da População por Grupos Etários | Distribuição da População por Grupos Etários | Distribuição da População por Grupos Etários |
| -------------------------------------------- | -------------------------------------------- | -------------------------------------------- | -------------------------------------------- | -------------------------------------------- | -------------------------------------------- |
| Antes da agregação                           |                                              |                                              |                                              |                                              |                                              |
| Ano                                          | 0-14 anos                                    | 15-24 anos                                   | 25-64 anos                                   | >= 65 anos                                   | Total                                        |
| 2001                                         | 50                                           | 75                                           | 262                                          | 200                                          | 587                                          |
| 2011                                         | 21                                           | 27                                           | 190                                          | 185                                          | 423                                          |
| Após a agregação                             |                                              |                                              |                                              |                                              |                                              |
| Ano                                          | 0-14 anos                                    | 15-24 anos                                   | 25-64 anos                                   | >= 65 anos                                   | Total                                        |
| 2021                                         | 16                                           | 13                                           | 125                                          | 184                                          | 338                                          |